# Севастопольский акведук
Севастопольский акведук — акведук, один из крупнейших в Крыму, построенный в 1835-53 годы для снабжения пресной водой севастопольских доков. Руководил возведением сооружения адмирал Михаил Лазарев, отчего его также называют Лазаревским акведуком.
От 17-километрового акведука сохранились три участка — в Ушаковой балке и Аполлоновой балке, а также в посёлке Хмельницкое на реке Чёрная.

## История
Севастополю с момента его основания не хватало пресной воды. В 1784 году по указанию князя Потёмкина был найден источник в восьми километрах от города, но план водопровода столкнулся с нехваткой финансирования.
Проект акведука разработал в 1824 году Антуан Рокур, за этот проект он был удостоен ордена Святого Владимира и произведён в полковники. Однако проект не был реализован. Позже акведуки водовода были возведены из известняка по единому проекту инженера-полковника Джона Уптона (1834), составленному в подражание античным водоводам. Англичанин был также создателем Графской пристани и Башни Ветров.
Решение о строительстве было принято из-за заражения Севастопольской бухты моллюсками-древоточцами, поскольку пресная вода в доках считалась губительной для них. Строительство началось 17 (29) июня 1832 года, для него наняли 1000 рабочих. Работы были начаты при адмирале Грейге и были продолжены Лазаревым. Все расходы, по предварительным расчетам, должны были составить два с половиной миллиона рублей. К 1833 году был закончен инкерманский тоннель, вырубленный в скале западного мыса Каменоломенного оврага, длиной 124 сажени (около 264 м). Глубина канала 4 фута, ширина 9 футов по уровню воды и 7 футов по дну. Общая ширина галереи составляла 12 футов, при высоте свода 6 футов. Вдоль канала были сделаны дорожки для прохода. В Килен-бухте акведук был запланирован длиной в 350 футов и высотой — 32,5 фута на 12 арках В 1835 году утверждено новое Адмиралтейство, а строительство водопровода окончено в 1853 году. Через год началась Оборона Севастополя.
Ширина комплекса составляла 400 футов, длина — 300, а глубина — 24. В пяти резервуарах докового комплекса можно было поместить два 60-пушечных фрегата, один 120-пушечный и два 80-пушечных. «Самотечный водопровод» длиной, примерно, 17 верст, простирался от реки Чёрной, по Инкерманской долине, до комплекса доков в Корабельной бухте. Из них пресная вода поступала к доковому комплексу Лазаревского адмиралтейства. Известно, что док водопровода был высечен в известняке и облицован гранитом.
Через холмы, что окружают Севастополь, были проложены три тоннеля, балками и оврагами переброшены акведуки канала. Они были построены в духе классицизма из крупных блоков инкерманского камня. Всего было построено пять участков: Инкерманский, Чоргунский, в Килен-балке, Ушаковой и Аполлоновой балках.
В процессе строительства доков выяснилось, что их наполнение занимает почти три недели вместо расчётных трёх дней. В 1842 году была построена насосная станция для подачи в доки морской воды. Водой из акведука наполняли цистерны судов. Сооружения частично разрушены англо-французскими войсками в 1855 году, а также позднее, при строительстве Лозово-Севастопольской железной дороги.
- Севастопольские акведуки, Лев Лагорио и Никанор Чернецов
- Акведук в Инкермане
- Чоргунский акведук
- Акведук Килен-балки
- Тоннель в Инкермане

## Сохранившиеся участки

### Акведук в Ушаковой балке
Объект культурного наследия народов РФ регионального значения. Рег. № 921721259940005 (ЕГРОКН). Объект № 9230037000 (БД Викигида)
Ушакова балка проходит в Нахимовском районе Севастополя на Корабельной стороне 2 км на восток от мыса Павловского. Изначально акведук состоял из 16-ти арок. Сохранилось 6 пролетов полностью и 2 частично, а также фрагмент западной опоры. Участок частично разрушен и находится под угрозой полного уничтожения; к нему пристроены частные дома, сараи и общественный туалет.

### Акведук в Аполлоновой балке
Аполлонова балка находится на Корабельной стороне Севастополя в Нахимовском районе, к востоку от Павловского мыса. Рядом находится причал катеров и улица Причальная. Сохранилось 10 пролетов длиной 60 метров — частью в составе пристроенных к ним жилых домов. Все пролёты, кроме двух, замурованы и используются как хозяйственные помещения.
По состоянию на 2017 год продолжается застройка акведука в личных целях (в него недавно встроили магазин), вследствие чего доступ к отдельным пролётам оказался перекрыт со всех сторон.

### Чоргунский акведук
44°32′31″ с. ш. 33°39′49″ в. д.
Небольшой мост без фундамента на реке Чёрная, недалеко от села Хмельницкое, длиной 12 метров, установленный прямо на дно реки на деревянных срубах. Сохранился полностью, за исключением отдельных камней.. Работал до конца XX века, подавая воду на поля поблизости.

## Утраченные участки
От реки Чёрной к Инкерману был проложен канал, находившийся в советское время в ведении предприятия «Севгорводоканал». Следующий, Инкерманский акведук, находился в Каменоломенном овраге. Его 10 арок простирались на 60 метров и были высотой около 7 метров. Он пережил немецкие бомбардировки 29 июня 1942 года и был разобран после войны.
В Георгиевской балке сооружения были взорваны англичанами. Водопровод заканчивался на Павловском мысе бассейном и цистерной (территория Севастопольского морского завода им. С. Орджоникидзе).